# Otto III. von Holland
Otto III. von Holland († 27. März 1249) war Bischof von Utrecht.
Der Sohn des Grafen Wilhelm I. von Holland war bei weitem friedfertiger, als er 1233 anstatt des kriegerischen Willibrand von Oldenkop erwählt wurde. Seine eifrigste Sorge war die Ablösung der durch die Kriege seiner Vorgänger aufgehäuften Schulden und ebenso die Verbesserung der Deiche. Mit den Drenthen, welche zu unterwerfen Willibrand nie vollständig gelungen war, gelang es ihm, ein leidliches Abkommen zu treffen, während sein Neffe, der König Wilhelm von Holland, ihm zur Aufrechterhaltung seiner Gewalt gegen aufrührerische Vasallen in Salland und Drenthe beistand. Er war längere Zeit der Vormund desselben gewesen, ohne aber seine Autorität in Holland viel gelten zu lassen und gehörte zu den eifrigsten Mitarbeitern an dessen Erhebung zum König. Sonst wird selbst in seiner Grabschrift nur seine Sorge zur Hebung des materiellen Wohlstandes seines Stiftes und seiner Kirche gepriesen, denn seine kirchlichen Pflichten soll er so gut wie ganz seinem Weihbischof überlassen haben.